# Star Air Aviation
Star Air Aviation es una aerolínea de carga con base en Karachi, Pakistán. Opera a muchas ciudades de Pakistán incluyendo Lahore, Islamabad y Peshawar.

## Historia
Star Air Aviation (SAA) fue fundada por diversos veteranos de la aviación en julio de 2000 en Karachi. La compañía tposee su propia aerolínea de carga que posibilitó a la compañía transportar carga aérea a diversos destinos.

## Operaciones
De acuerdo con IATA y la página web oficial, la firma proporciona los siguientes servicios:
- Representación
- Administración
- Supervisión
- Handling de carga
- Servicios de pasajeros
- Servicios de rampa
- Securidad
- Control de carga
- Comunicación y operaciones
- Mantenimiento de aeronaves

## Destinos
- Operaciones domésticas
  - Aeropuerto Internacional Jinnah, Karachi
  - Aeropuerto Internacional Allama Iqbal, Lahore
  - Aeropuerto Internacional de Islamabad, Islamabad
  - Aeropuerto Internacional de Faisalabad, Faisalabad
  - Aeropuerto Internacional de Multan, Multan
  - Aeropuerto Internacional de Peshawar, Peshawar

- Operaciones internacionales
  - Emiratos Árabes Unidos
  - Afganistán
  - Irak

## Flota
La flota de Star Air Aviation incluye las siguientes aeronaves (en enero de 2010):
- Antonov AN-12
- Antonov AN-26
- Dornier 228
- Boeing 727-200F
- Cessna 402C